# Biforcazione omoclina
In matematica, una biforcazione omoclina è una biforcazione globale che si verifica spesso quando un'orbita periodica collide con un punto di sella.
Durante una biforcazione omoclina in 2D, l'orbita periodica cresce fino a collidere con il punto di sella. Al punto di biforcazione il periodo dell'orbita periodica è cresciuto all'infinito ed è diventato un'orbita omoclina. Dopo la biforcazione non c'è più un'orbita periodica.

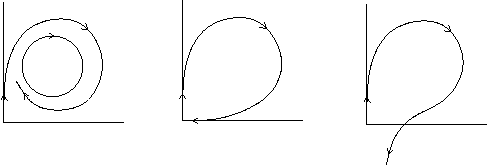
Una biforcazione omoclina avviene quando un'orbita periodica finisce su un punto di sella. Per piccoli valori di parametro, c'è un punto di sella all'origine e un ciclo limite nel primo quadrante (a sinistra). Mentre il parametro della biforcazione aumenta, il ciclo limite cresce fino a intersecare esattamente il punto di sella (al centro), producendo un'orbita di durata infinita. Quando il parametro della biforcazione aumenta ancora di più (a destra), il ciclo limite scompare completamente.

Le biforcazioni omocline possono verificarsi in maniera supercritica e subcritica. La variante mostrata sopra è una biforcazione omoclina "piccola" o "di tipo I". In 2D esistono anche biforcazioni omocline "grandi" o "di tipo II", nelle quali l'orbita omoclina "intrappola" gli altri limiti dei collettori, stabili e instabili, della sella. In tre o più dimensioni, possono verificarsi biforcazioni di codimensioni maggiori, producendo dinamiche complesse e, possibilmente, caotiche.